# 小唇原魮
小唇原魮（学名：Probarbus labeaminor）是輻鰭魚綱鯉形目鯉科的其中一個種，分布於亞洲湄公河流域，為特有種，體長可達150公分，棲息在中底層水域，屬肉食性，以底棲生物及昆蟲為食。

## 外部連結
小唇原魮的圖片 （页面存档备份，存于）